# Algier-Lagos-Highway
Der Algier-Lagos-Highway – auch Trans-Sahara-Highway genannt – ist ein Projekt, eine bestehende Handelsroute durch die Wüste Sahara zu asphaltieren, zu verbessern und die Grenzformalitäten zu vereinfachen. Er verbindet Nordafrika an der Mittelmeerküste im Norden und Westafrika am Atlantischen Ozean im Süden und führt von Algier in Algerien nach Lagos in Nigeria. Er ist auch als Lagos-Algier-Highway bekannt  und stellt im System der Trans-African Highways (TAH) die Nr. 2 dar.

## Entstehung
Der Algier-Lagos-Highway ist die älteste grenzüberschreitende Fernstraße in Afrika und eine der am meisten fortgeschrittenen. Sie wurde 1962 geplant, 1970 begannen die Arbeiten an den ersten Teilstücken in der Sahara. Ihr mittlerer Abschnitt ist immer noch wenig genutzt und man benötigt dafür speziell ausgerüstete Fahrzeuge und muss Vorkehrungen für das Überleben in der menschenfeindlichen Umgebung und dem extremen Klima mitten in der Wüste treffen.

## Länge und Zustand
Der Algier-Lagos-Highway hat eine Länge von 4542 km, etwa 80 % davon sind asphaltiert. Er führt durch die drei Staaten  Algerien, Niger und Nigeria. Es werden jedoch weitere 3600 km an Zubringerstraßen nach Tunesien, in den Tschad und nach Mali dieser Fernstraße zugerechnet.
Die gesamten 1193 km der Fernstraße in Nigeria gehören zum nationalen Straßennetz des Landes und sind durchgehend asphaltiert, 500 km davon sind sogar als vierspurige Straße mit Mittelleitplanke ausgeführt. Die Unterhaltung der Straßen in Nigeria ist allerdings mangelhaft, sodass Teile der Straße in schlechtem Zustand sein dürften und ggf. sogar ihre Asphaltdecke eingebüßt haben.
Die Hälfte der Fernstraße, über 2334 km, liegt in Algerien und besonders südlich von In Salah ist der größte Teil in schlechtem Zustand, da er regelmäßig von Fluten aus dem Hoggar-Gebirge überschwemmt wird und repariert werden muss. 2007 wurde die südliche Hälfte der 400 km von Tamanrasset nach In Guezzam an der Grenze zum Niger nachgeteert, der Rest ist aber Sandpiste. Im kompletten Verlauf zwischen Algier und der Grenze zum Niger ist die Straße als Nationalstraße 1 ausgewiesen.
Niger besitzt 985 km der Straße, von denen 655 km asphaltiert, aber in schlechtem Zustand, sind. Weitere Informationen hierzu siehe unten.
Des Weiteren ist eine Saharaquerung durch den Tripolis-Windhoek-(Kapstadt)-Highway (TAH 3) in Planung, aber diese Route benötigt noch sehr viel mehr Arbeit, hat mit Problemen der Instabilität und der Gesetzlosigkeit im nördlichen Tschad zu kämpfen und wird vermutlich den Handel nicht so stark ankurbeln wie der TAH 2. Daher wird dessen Fertigstellung wohl noch Jahrzehnte brauchen.
Zwei weitere Fernstraßen durchziehen die Sahara, aber an ihren Enden. 2005 wurde der Kairo-Dakar-Highway (TAH 1) im Westen entlang der Atlantikküste die erste komplett asphaltierte Fernstraße, die die Sahara von Norden nach Süden durchquerte (Sie beinhaltet einige Kilometer im Niemandsland zwischen Marokko / Westsahara und Mauretanien). Der Kairo-Kapstadt-Highway (TAH 4) folgt dem Nil im Osten, hat aber viele nicht asphaltierte Teilstücke im Sudan.

## Route
Es wurden nur die größeren Städte beachtet, die beinahe direkt an dem Highway liegen, die Tabelle startet von Algier und endet in Lagos.
| Land               | Ort                     | Länge (von Algier) | Länge (zwischen Ort) |
| Algerien           | Algier                  | 0000 km            |                      |
| Algerien           | Blida                   | 0052 km            | 052 km               |
| Algerien           | Lambdia                 | 0089 km            | 037 km               |
| Algerien           | Ain Oussera             | 0217 km            | 128 km               |
| Algerien           | El Djelfa               | 0320 km            | 103 km               |
| Algerien           | Al-Aġwāṭ                | 0433 km            | 113 km               |
| Algerien           | Ghardaia 2              | 0625 km            | 192 km               |
| Algerien           | El Meniaa 2             | 0883 km            | 258 km               |
| Algerien           | In Salah 2              | 1277 km            | 394 km               |
| Algerien           | Tamanrasset 2           | 1916 km            | 639 km               |
| Algerien           | In Guezzam 1            | 2316 km            | 400 km               |
| Algerien           | Grenze Algerien-Niger 1 | 2334 km            | 018 km               |
| Niger              | Assamaka 1              | 2344 km            | 010 km               |
| Niger              | Arlit 2                 | 2544 km            | 200 km               |
| Niger              | Agadez 2                | 2787 km            | 243 km               |
| Niger              | Tanout                  | 3083 km            | 296 km               |
| Niger              | Zinder                  | 3218 km            | 135 km               |
| Niger              | Magaria 2               | 3329 km            | 111 km               |
| Niger              | Grenze Niger-Nigeria    | 3349 km            | 020 km               |
| Nigeria            | Kano                    | 3479 km            | 130 km               |
| Nigeria            | Zaria                   | 3639 km            | 160 km               |
| Nigeria            | Kaduna                  | 3715 km            | 076 km               |
| Nigeria            | Oyo                     | 4332 km            | 617 km               |
| Nigeria            | Ibadan                  | 4406 km            | 074 km               |
| Nigeria            | Lagos                   | 4542 km            | 136 km               |
| Strecke insgesamt: | Strecke insgesamt:      | 4542 km            | 4542 km              |

Folgende Städte und der Zustand der Fernstraße im Detail ist wie folgt:

### In Algerien

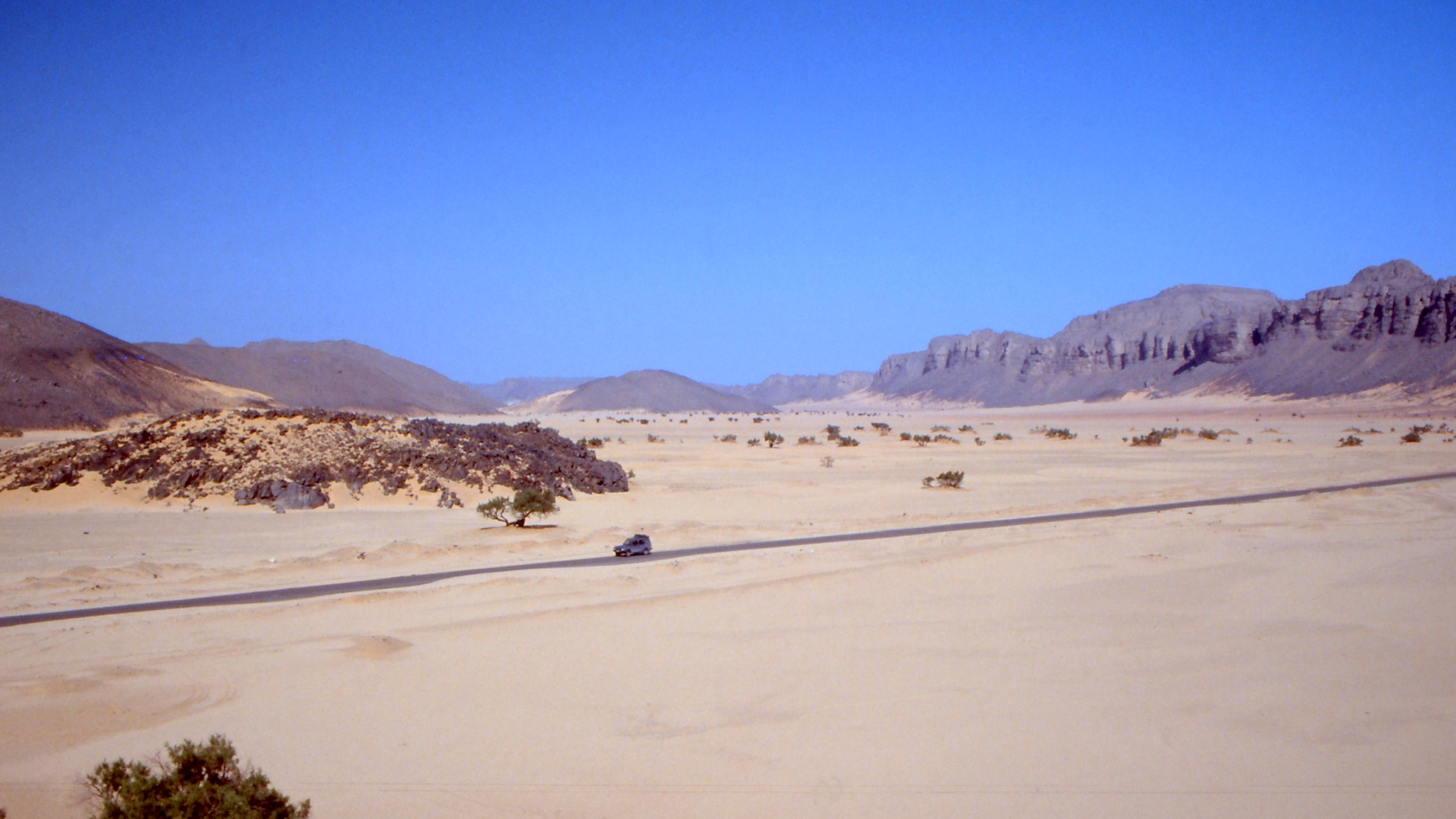
Nationalstraße 1 in der algerischen Sahara.

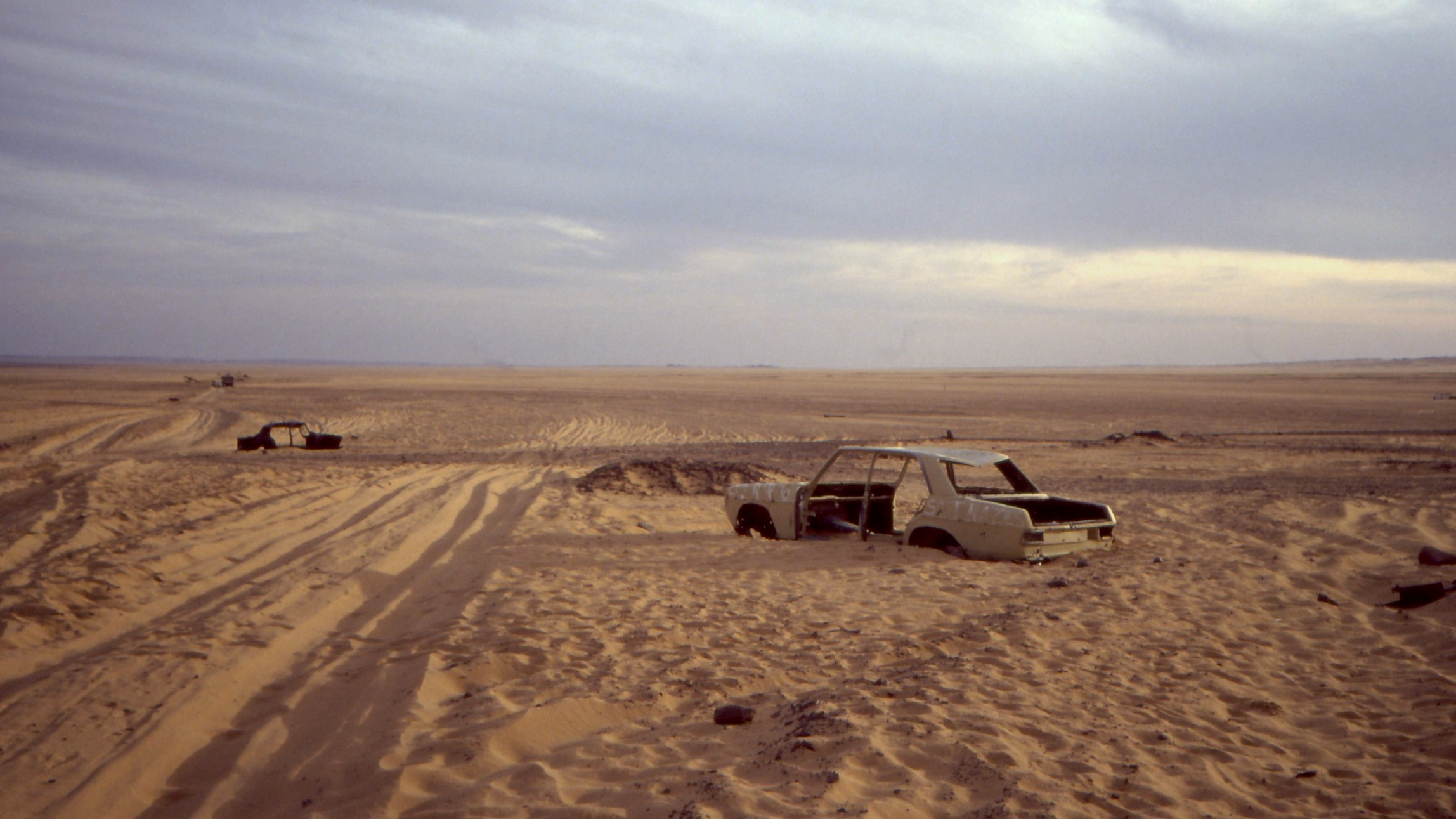
Hoggarpiste in der Nähe der Grenze zwischen Algerien und Niger

- Von Algier nach Ghardaia, 625 km, asphaltiert, in gutem Zustand;
- Von Ghardaia nach Tamanrasset, 1291 km, ebenfalls asphaltiert, aber in schlechtem Zustand;
- Von Tamanrasset nach In Guezzam an der Grenze zum Niger, 400 km, teilweise asphaltiert, kann aber mit konventionellen Fahrzeugen mit Zweiradantrieb bewältigt werden;
- Von In Guezzam nach Assamaka, dem Grenzposten im Niger: 28 km weiche Fahrspur im Sand.

### In Niger

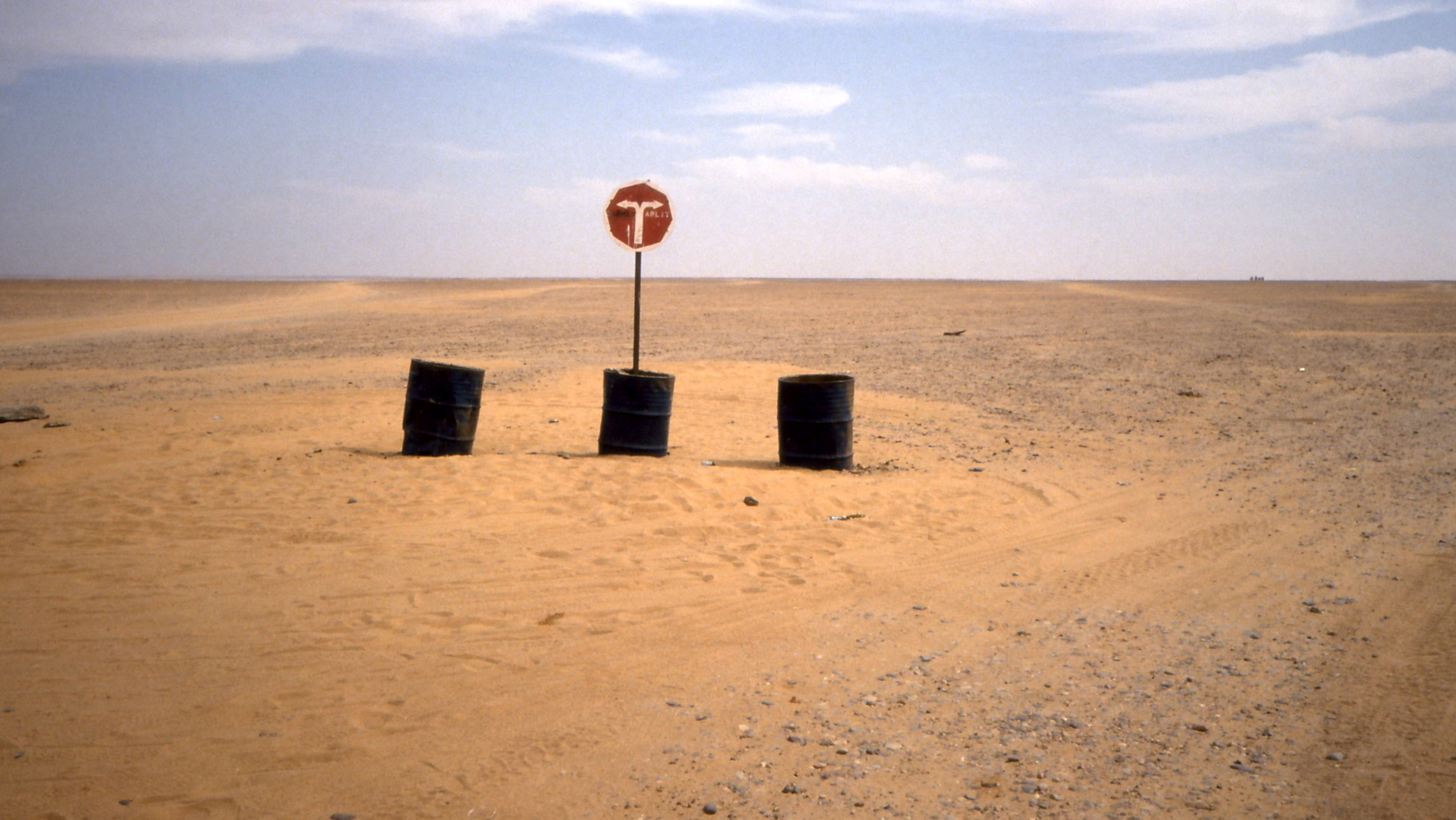
Wegweiser an der Hoggarpiste in Niger

- Von Assamaka nach Arlit, 200 km, gekennzeichnete Fahrspur im Sand, kann aber mit konventionellen Fahrzeugen mit Zweiradantrieb bewältigt werden;
- Von Arlit nach Agadez, 243 km, asphaltiert 1980, teilweise aber in schlechtem Zustand;
- Von Agadez nach Zinder, 431 km von denen 301 km asphaltiert sind und die restlichen 130 km sich "in verbessertem Zustand" befinden;
- Von Zinder nach Magaria an den nigerianischen Grenze, 111 km, asphaltiert, aber in schlechtem Zustand.

### In Nigeria
- Von der Grenze zum Niger bis nach Lagos via Kano, Kaduna, Oyo, Ibadan: 1193 km asphaltiert, von denen 127 km in gutem Zustand sind und 1066 km in "befriedigendem".

Im Ganzen bestehen, obwohl sich einige asphaltierte Teilstücke in schlechtem Zustand befinden, nur 200 km der Strecke aus ursprünglicher Sandpiste und nur 130 km sind zwar nicht asphaltiert, aber "in verbessertem Zustand".

## Kreuzungen mit anderen transafrikanischen Straßenrouten
- Mit TAH 1 Kairo-Dakar-Highway in Algier (Algerien).
- Mit TAH 5 Dakar-N’Djamena-Highway in Kano (Nigeria).
- Mit TAH 7 Dakar-Lagos-Highway in Lagos (Nigeria).
- Mit TAH 8 Lagos-Mombasa-Highway in Lagos.

## Zubringerstraßen
Diese Fernstraßen gelten als Zubringerstraßen oder Parallelverbindungen des Algier-Lagos-Highway:
- Gabès - Gafsa - Hazoua in Tunesien, 299 km, asphaltiert;
- Hazoua - Ghardaïa in Algerien, 503 km, asphaltiert;
- Tamanrasset - Bordj Badji Mokhtar in Algerien, 80 km asphaltiert, 640 km Sandpiste;
- Reggane - Bordj Badji Mokhtar - Gao - Bamako (Mali), 1191 km asphaltiert, 1370 km Sandpiste, bekannt unter dem Namen Tanezrouftpiste;
- Labbézanga - Niamey (Niger), 208 km asphaltiert, 47 km Schlammpiste;
- Zinder - N’Guigmi,  650 km asphaltiert.